# Ran Jingrong
Ran Jingrong (chiń. 冉静蓉) – chińska brydżystka, World International Master w kategorii Kobiet (WBF).

## Wyniki brydżowe

### Zawody światowe
W światowych zawodach zdobyła następujące lokaty:
| Mistrzostwa Świata. Konkurencja teamów | Mistrzostwa Świata. Konkurencja teamów | Mistrzostwa Świata. Konkurencja teamów          | Mistrzostwa Świata. Konkurencja teamów | Mistrzostwa Świata. Konkurencja teamów | Mistrzostwa Świata. Konkurencja teamów |
| Rok                                    | Miejsce                                | Zawody                                          | Kategoria                              | Drużyna                                | Pozycja                                |
| -------------------------------------- | -------------------------------------- | ----------------------------------------------- | -------------------------------------- | -------------------------------------- | -------------------------------------- |
| 2014                                   | Sanya                                  | 14. Seria Mistrzostw Świata                     | Kobiety                                | China Red                              | 2                                      |
| 2014                                   | Sanya                                  | 14. Seria Mistrzostw Świata                     | Miksty                                 | Shanghai Yitong                        | 17                                     |
| 2012                                   | Lille                                  | 5. Otwarte Mistrzostwa Świata Teamów Mikstowych | Miksty                                 | Beijing Trinergy                       | 17                                     |

| Mistrzostwa Świata. Konkurencja par | Mistrzostwa Świata. Konkurencja par | Mistrzostwa Świata. Konkurencja par | Mistrzostwa Świata. Konkurencja par | Mistrzostwa Świata. Konkurencja par | Mistrzostwa Świata. Konkurencja par |
| Rok                                 | Miejsce                             | Zawody                              | Kategoria                           | Partner                             | Pozycja                             |
| ----------------------------------- | ----------------------------------- | ----------------------------------- | ----------------------------------- | ----------------------------------- | ----------------------------------- |
| 2014                                | Sanya                               | 14. Seria Mistrzostw Świata         | Kobiety                             | Wang Wenfei                         | 6                                   |
| 2010                                | Filadelfia                          | 13. Mistrzostwa Świata              | Miksty                              | Shao Zijian                         | 161                                 |
| 1994                                | Albuquerque                         | 9. Mistrzostwa Świata               | Kobiety                             | Wang Wenfei                         | 25                                  |
| 1994                                | Albuquerque                         | 9. Mistrzostwa Świata               | Miksty                              | Shao Zijian                         | 28                                  |

## Klasyfikacja
- Ran Jingrong – klasyfikacja WBF (ang.)